# ELK4
ELK4 (англ. ELK4, ETS transcription factor) – білок, який кодується однойменним геном, розташованим у людей на короткому плечі 1-ї хромосоми.  Довжина поліпептидного ланцюга білка становить 431 амінокислот, а молекулярна маса — 46 900.
| 10         |  | 20         |  | 30         |  | 40         |  | 50         |
| ---------- |  | ---------- |  | ---------- |  | ---------- |  | ---------- |
| MDSAITLWQF |  | LLQLLQKPQN |  | KHMICWTSND |  | GQFKLLQAEE |  | VARLWGIRKN |
| KPNMNYDKLS |  | RALRYYYVKN |  | IIKKVNGQKF |  | VYKFVSYPEI |  | LNMDPMTVGR |
| IEGDCESLNF |  | SEVSSSSKDV |  | ENGGKDKPPQ |  | PGAKTSSRND |  | YIHSGLYSSF |
| TLNSLNSSNV |  | KLFKLIKTEN |  | PAEKLAEKKS |  | PQEPTPSVIK |  | FVTTPSKKPP |
| VEPVAATISI |  | GPSISPSSEE |  | TIQALETLVS |  | PKLPSLEAPT |  | SASNVMTAFA |
| TTPPISSIPP |  | LQEPPRTPSP |  | PLSSHPDIDT |  | DIDSVASQPM |  | ELPENLSLEP |
| KDQDSVLLEK |  | DKVNNSSRSK |  | KPKGLELAPT |  | LVITSSDPSP |  | LGILSPSLPT |
| ASLTPAFFSQ |  | TPIILTPSPL |  | LSSIHFWSTL |  | SPVAPLSPAR |  | LQGANTLFQF |
| PSVLNSHGPF |  | TLSGLDGPST |  | PGPFSPDLQK |  | T          |  |            |

A: Аланін

C: Цистеїн

D: Аспарагінова кислота

E: Глутамінова кислота

F: Фенілаланін

G: Гліцин

H: Гістидин

I: Ізолейцин

K: Лізин

L: Лейцин

M: Метіонін

N: Аспарагін

P: Пролін

Q: Глутамін

R: Аргінін

S: Серин

T: Треонін

V: Валін

W: Триптофан

Кодований геном білок за функціями належить до репресорів, активаторів, фосфопротеїнів. 
Задіяний у таких біологічних процесах як транскрипція, регуляція транскрипції. 
Білок має сайт для зв'язування з ДНК. 
Локалізований у ядрі.